# Faugères (Hérault)
Pour les articles homonymes, voir Faugères.
Faugères [fo.gɛ.ʁə], en occitan probablement Falhièiras [fa.ʎiɛj.rɔs] (écrit cependant Faugièiras aux entrées de l'agglomération), est une commune française située dans le centre du département de l'Hérault, en région Occitanie.
Exposée à un climat méditerranéen, elle est drainée par le Libron, le ruisseau des Arénasses et par divers autres petits cours d'eau. Incluse dans le parc naturel régional du Haut-Languedoc, la commune possède un patrimoine naturel remarquable composé d'une zone naturelle d'intérêt écologique, faunistique et floristique.
Ses habitants sont appelés les Faugerols. Cette commune est connue pour être le terroir du faugères, un vin classé en AOC,.
Faugères est une commune rurale qui compte 555 habitants en 2022, après avoir connu un pic de population de 1 300 habitants en 1876. Elle fait partie de l'aire d'attraction de Bédarieux. Ses habitants sont appelés les Faugérois et Faugéroises.

## Géographie

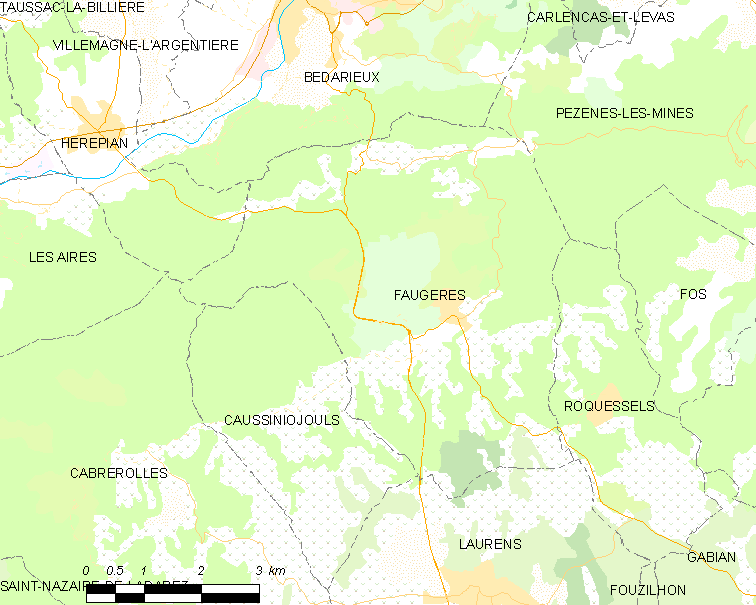
Carte

Faugères est un village perché situé au nord-ouest de l'Hérault, à 25 kilomètres au nord de Béziers et au nord-ouest de Pézenas.
Elle est reliée à la ville de Bédarieux (8 km par la route) par le tunnel ferroviaire de Pétafy.

### Communes limitrophes
| Hérépian       | Bédarieux | Pézènes-les-Mines |
| Cabrerolles    | Faugères  | Roquessels        |
| Caussiniojouls | Laurens   |                   |

### Climat
Pour des articles plus généraux, voir Climat de l'Occitanie et Climat de l'Hérault.
En 2010, le climat de la commune est de type climat méditerranéen franc, selon une étude s'appuyant sur une série de données couvrant la période 1971-2000. En 2020, Météo-France publie une typologie des climats de la France métropolitaine dans laquelle la commune est exposée à un climat méditerranéen et est dans la région climatique  Provence, Languedoc-Roussillon, caractérisée par une pluviométrie faible en été, un très bon ensoleillement (2 600 h/an), un été chaud (21,5 °C), un air très sec en été, sec en toutes saisons, des vents forts (fréquence de 40 à 50 % de vents > 5 m/s) et peu de brouillards.
Pour la période 1971-2000, la température annuelle moyenne est de 13,2 °C, avec une amplitude thermique annuelle de 15,7 °C. Le cumul annuel moyen de précipitations est de 993 mm, avec 7,3 jours de précipitations en janvier et 3 jours en juillet. Pour la période 1991-2020, la température moyenne annuelle observée sur la station météorologique la plus proche, située sur la commune de Bédarieux à 6 km à vol d'oiseau, est de 13,7 °C et le cumul annuel moyen de précipitations est de 982,0 mm,. Pour l'avenir, les paramètres climatiques de la commune estimés pour 2050 selon différents scénarios d'émission de gaz à effet de serre sont consultables sur un site dédié publié par Météo-France en novembre 2022.

### Milieux naturels et biodiversité

#### Espaces protégés
La protection réglementaire est le mode d’intervention le plus fort pour préserver des espaces naturels remarquables et leur biodiversité associée,.
Un  espace protégé est présent sur la commune : 
le parc naturel régional du Haut-Languedoc, créé en 1973 et d'une superficie de 307 184 ha, qui s'étend sur 118 communes et deux départements. Implanté de part et d’autre de la ligne de partage des eaux entre Océan Atlantique et mer Méditerranée, ce territoire est un véritable balcon dominant les plaines viticoles du Languedoc et les étendues céréalières du Lauragais,.

#### Zones naturelles d'intérêt écologique, faunistique et floristique

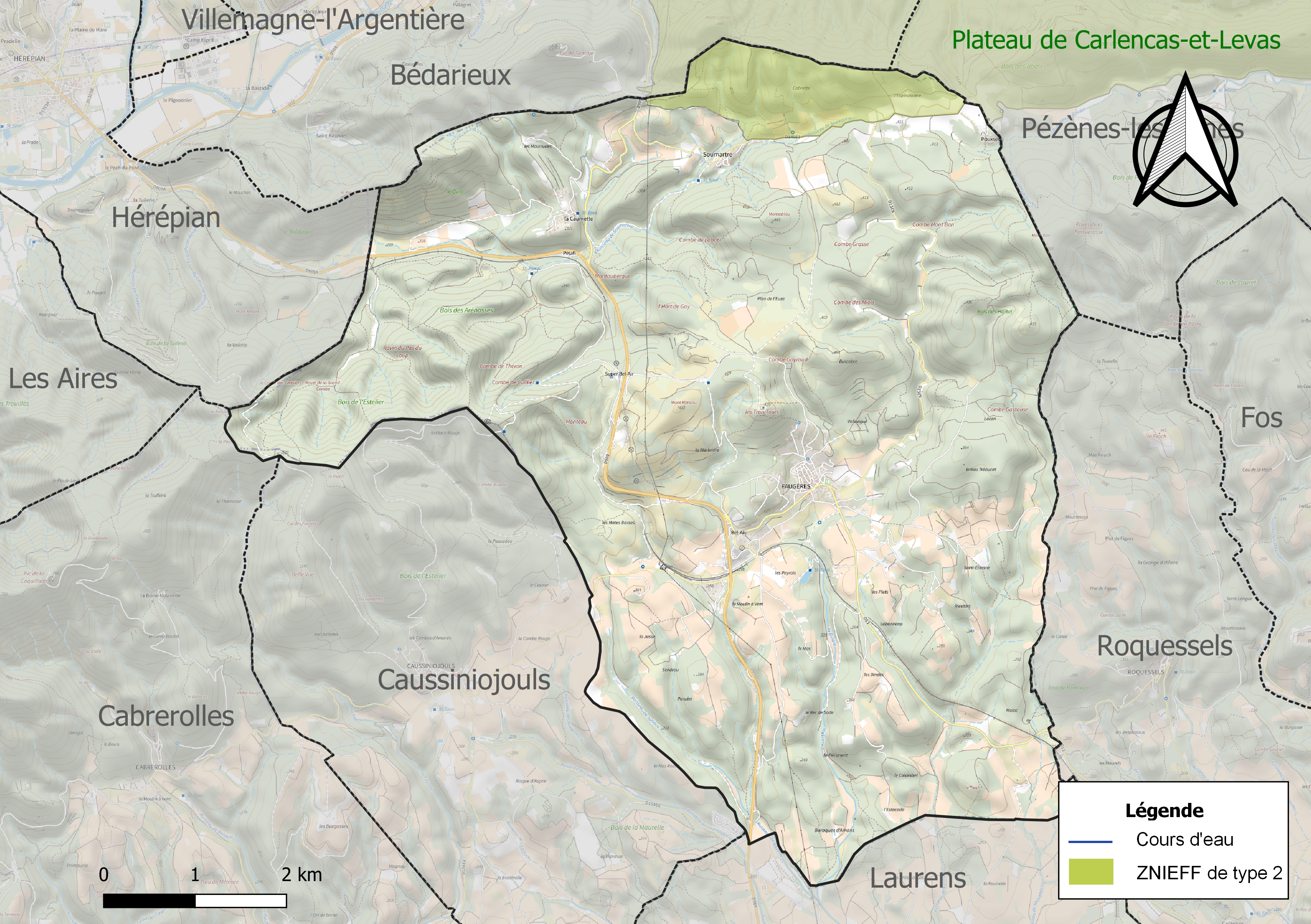
Carte de la ZNIEFF de type 2 localisée sur la commune.

L’inventaire des zones naturelles d'intérêt écologique, faunistique et floristique (ZNIEFF) a pour objectif de réaliser une couverture des zones les plus intéressantes sur le plan écologique, essentiellement dans la perspective d’améliorer la connaissance du patrimoine naturel national et de fournir aux différents décideurs un outil d’aide à la prise en compte de l’environnement dans l’aménagement du territoire.
Une ZNIEFF de type 2 est recensée sur la commune :
le « plateau de Carlencas-et-Levas » (6 239 ha), couvrant 11 communes du département.

## Urbanisme

### Typologie
Au 1er janvier 2024, Faugères est catégorisée commune rurale à habitat dispersé, selon la nouvelle grille communale de densité à sept niveaux définie par l'Insee en 2022.
Elle est située hors unité urbaine. Par ailleurs la commune fait partie de l'aire d'attraction de Bédarieux, dont elle est une commune de la couronne,. Cette aire, qui regroupe 26 communes, est catégorisée dans les aires de moins de 50 000 habitants,.

### Occupation des sols
L'occupation des sols de la commune, telle qu'elle ressort de la base de données européenne d’occupation biophysique des sols Corine Land Cover (CLC), est marquée par l'importance des forêts et milieux semi-naturels (77,8 % en 2018), en augmentation par rapport à 1990 (76,9 %). La répartition détaillée en 2018 est la suivante : 
forêts (66,9 %), cultures permanentes (17,5 %), milieux à végétation arbustive et/ou herbacée (10,9 %), zones agricoles hétérogènes (2,4 %), zones urbanisées (1,2 %), prairies (1,1 %). L'évolution de l’occupation des sols de la commune et de ses infrastructures peut être observée sur les différentes représentations cartographiques du territoire : la carte de Cassini (XVIIIe siècle), la carte d'état-major (1820-1866) et les cartes ou photos aériennes de l'IGN pour la période actuelle (1950 à aujourd'hui).

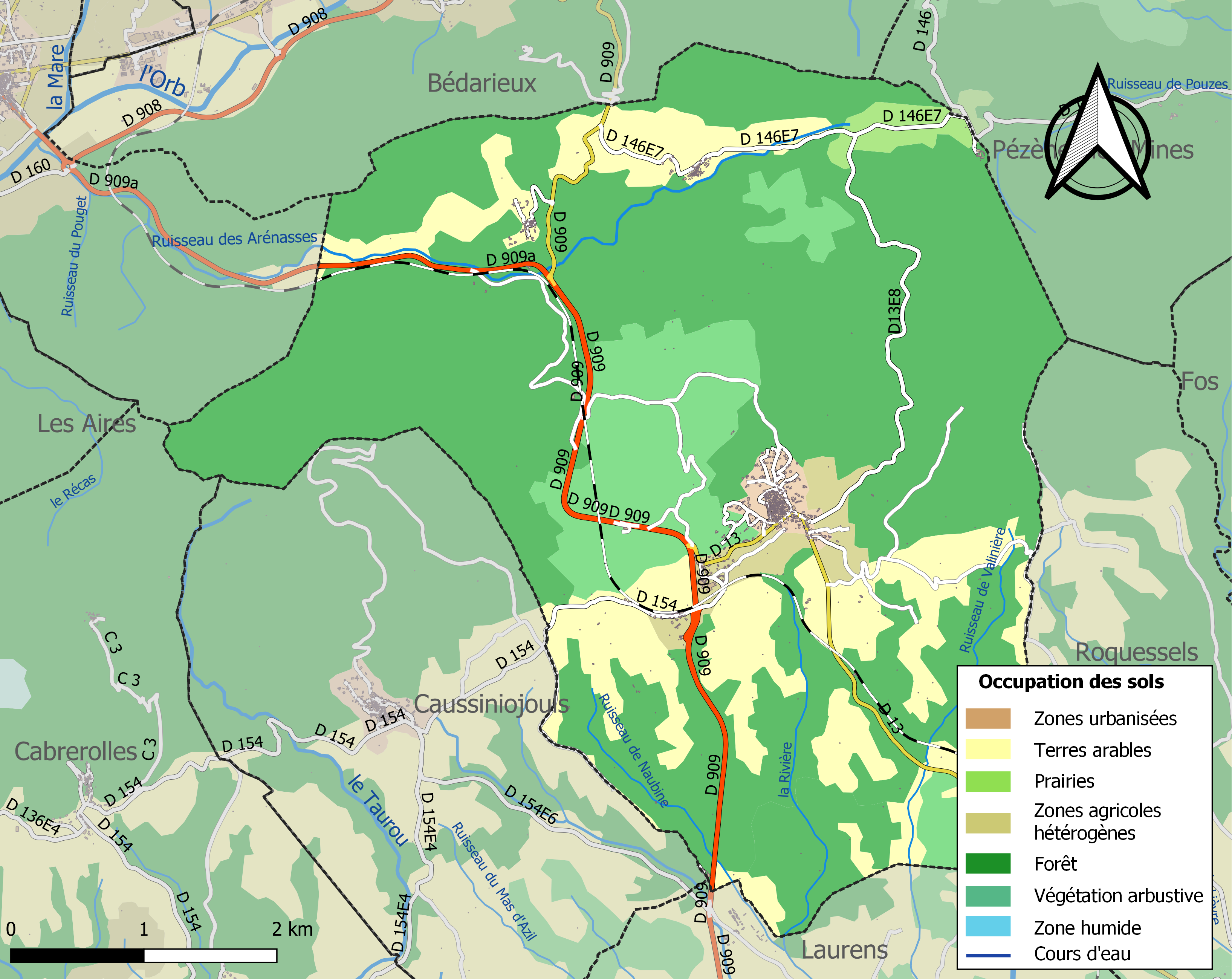
Carte des infrastructures et de l'occupation des sols de la commune en 2018 (CLC).

### Risques majeurs
Le territoire de la commune de Faugères est vulnérable à différents aléas naturels : météorologiques (tempête, orage, neige, grand froid, canicule ou sécheresse), feux de forêts, mouvements de terrains et séisme (sismicité très faible). Il est également exposé à un risque technologique, le transport de matières dangereuses, et à un risque particulier : le risque de radon. Un site publié par le BRGM permet d'évaluer simplement et rapidement les risques d'un bien localisé soit par son adresse soit par le numéro de sa parcelle.

#### Risques naturels
Faugères est exposée au risque de feu de forêt. Un plan départemental de protection des forêts contre les incendies (PDPFCI) a été approuvé en juin 2013 et court jusqu'en 2022, où il doit être renouvelé. Les mesures individuelles de prévention contre les incendies sont précisées par deux arrêtés préfectoraux et s’appliquent dans les zones exposées aux incendies de forêt et à moins de 200 mètres de celles-ci. L’arrêté du 25 avril 2002 réglemente l'emploi du feu en interdisant notamment d’apporter du feu, de fumer et de jeter des mégots de cigarette dans les espaces sensibles et sur les voies qui les traversent sous peine de sanctions. L'arrêté du 11 mars 2013 rend le débroussaillement obligatoire, incombant au propriétaire ou ayant droit,.

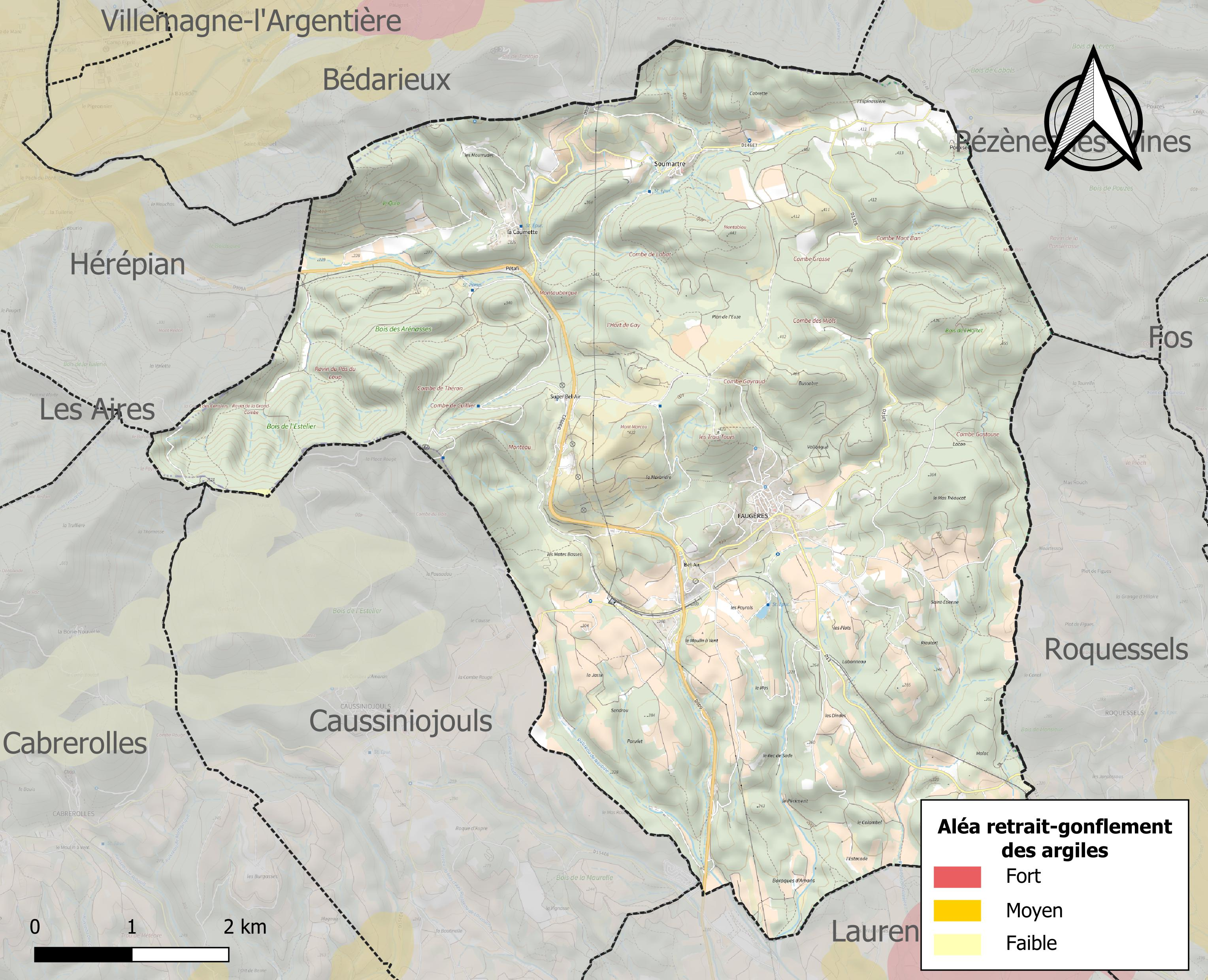
Carte des zones d'aléa retrait-gonflement des sols argileux de Faugères.

La commune est vulnérable au risque de mouvements de terrains constitué principalement du retrait-gonflement des sols argileux. Cet aléa est susceptible d'engendrer des dommages importants aux bâtiments en cas d’alternance de périodes de sécheresse et de pluie. 0,1 % de la superficie communale est en aléa moyen ou fort (59,3 % au niveau départemental et 48,5 % au niveau national). Sur les 392 bâtiments dénombrés sur la commune en 2019, 0 sont en aléa moyen ou fort, soit 0 %, à comparer aux 85 % au niveau départemental et 54 % au niveau national. Une cartographie de l'exposition du territoire national au retrait gonflement des sols argileux est disponible sur le site du BRGM,.
Par ailleurs, afin de mieux appréhender le risque d’affaissement de terrain, l'inventaire national des cavités souterraines permet de localiser celles situées sur la commune.
La commune a été reconnue en état de catastrophe naturelle au titre des dommages causés par les inondations et coulées de boue survenues en 1982, 1995, 1996, 2000, 2014 et 2019.

#### Risques technologiques
Le risque de transport de matières dangereuses sur la commune est lié à sa traversée par des infrastructures routières ou ferroviaires importantes ou la présence d'une canalisation de transport d'hydrocarbures. Un accident se produisant sur de telles infrastructures est susceptible d’avoir des effets graves sur les biens, les personnes ou l'environnement, selon la nature du matériau transporté. Des dispositions d’urbanisme peuvent être préconisées en conséquence.

#### Risque particulier
Dans plusieurs parties du territoire national, le radon, accumulé dans certains logements ou autres locaux, peut constituer une source significative d’exposition de la population aux rayonnements ionisants. Certaines communes du département sont concernées par le risque radon à un niveau plus ou moins élevé. Selon la classification de 2018, la commune de Faugères est classée en zone 2, à savoir zone à potentiel radon faible mais sur lesquelles des facteurs géologiques particuliers peuvent faciliter le transfert du radon vers les bâtiments.

## Toponymie
La commune a été connue sous les variantes : capellano de Falgueriis (1139), villam Felgueriarum (1147), ecclesiam S. Christofori de Felgeriis (1159), castrum de (Felgariis (1195), le seigneur de Fausiere (1529), Faugieres (1571), Falguieres (1622).
Le nom Faugères dérive de l'occitan falguièira/faugièra = fougère.

## Histoire

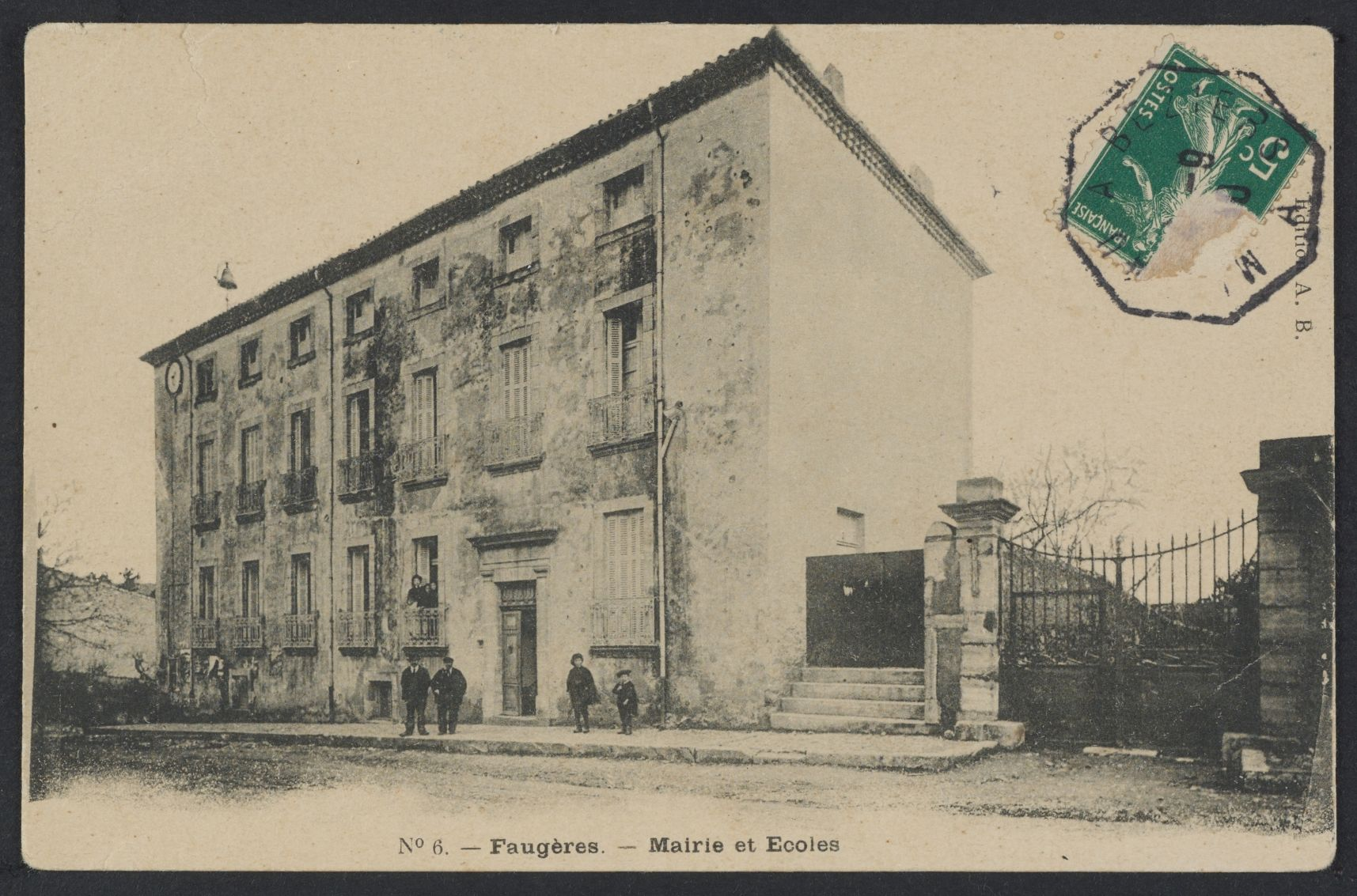
Carte postale de la mairie (1re moitié du XXe siècle).

Le chemin de fer arrive à Faugères le 20 septembre 1858, avec l'ouverture de la gare de Faugères sur la ligne de Béziers à Bédarieux. La gare est fermée à la fin du XXe siècle.

## Politique et administration
| Période | Période  | Identité                 | Étiquette | Qualité                                      |
| ------- | -------- | ------------------------ | --------- | -------------------------------------------- |
| 1791    | 1792     | Justin Pastorel          |           |                                              |
| 1792    | 1792     | Léon, Antoine Rolland    |           |                                              |
| 1792    | 1795     | François Bonnes          |           |                                              |
| 1795    | 1798     | Francis, Hilaire Negre   |           |                                              |
| 1798    | 1800     | François Bonnes          |           |                                              |
| 1800    | 1816     | Jean-Pierre Raymond      |           |                                              |
| 1816    | 1830     | Bernard Audouard         |           |                                              |
| 1830    | 1848     | Jean-Pierre Raymond      |           |                                              |
| 1848    | 1851     | Lambert Bonnes           |           |                                              |
| 1851    | 1852     | André Bessieres          |           | Adjoint qui remplace le Maire démissionnaire |
| 1852    | 1855     | Jean-Pierre Raymond      |           |                                              |
| 1855    | 1857     | François, Lambert Bonnes |           |                                              |
| 1857    | 1859     | Jean-Pierre Raymond      |           |                                              |
| 1859    | 1870     | Jules Triol              |           |                                              |
| 1870    | 1871     | Jean Rougé               |           |                                              |
| 1871    | 1876     | Jules Triol              |           |                                              |
| 1876    | 1878     | André Bessieres          |           |                                              |
| 1878    | 1878     | François Sadde           |           |                                              |
| 1878    | 1892     | Albert Sardinoux         |           |                                              |
| 1892    | 1892     | François Coste           |           |                                              |
| 1892    | 1896     | Barthélémy Alquier       |           |                                              |
| 1896    | 1897     | Albert Sardinoux         |           |                                              |
| 1897    | 1902     | Léopold Sadde            |           |                                              |
| 1902    | 1906     | Justin Combes            |           |                                              |
| 1906    | 1912     | Maurice Sardinoux        |           |                                              |
| 1912    | 1915     | Jean Maurel              |           |                                              |
| 1915    | 1917     | Jules Abbes              |           |                                              |
| 1917    | 1919     | Jean Maurel              |           |                                              |
| 1919    | 1925     | Marius Arribat           |           |                                              |
| 1925    | 1935     | Albert Pialles           |           |                                              |
| 1935    | 1942     | Roger Teissonnier        |           |                                              |
| 1942    | 1944     | André Caumette           |           |                                              |
| 1944    | 1945     | Robert Lasserre          |           |                                              |
| 1945    | 1954     | André Sardinoux          |           |                                              |
| 1954    | 1954     | André Raynaud            |           |                                              |
| 1954    | 1977     | Roger Teissonnier        |           |                                              |
| 1977    | 1983     | Gilbert Alquier          |           |                                              |
| 1983    | 1991     | Georges Rannou           |           |                                              |
| 1991    | 1992     | Daniel Galtier           |           |                                              |
| 1992    | 2003     | Michel Sardinoux         |           |                                              |
| 2003    | 2005     | Xavier Wiedemann         |           |                                              |
| 2005    | 2006     | Claude Andreu            |           |                                              |
| 2006    | 2014     | Martine Brun             |           |                                              |
| 2014    | En cours | Philippe Bouche          | UMP-LR    | Cadre                                        |

## Démographie
L'évolution du nombre d'habitants est connue à travers les recensements de la population effectués dans la commune depuis 1793. Pour les communes de moins de 10 000 habitants, une enquête de recensement portant sur toute la population est réalisée tous les cinq ans, les populations de référence des années intermédiaires étant quant à elles estimées par interpolation ou extrapolation. Pour la commune, le premier recensement exhaustif entrant dans le cadre du nouveau dispositif a été réalisé en 2004.

En 2022, la commune comptait 555 habitants, en évolution de +11 % par rapport à 2016 (Hérault : +7,49 %, France hors Mayotte : +2,11 %).
| 1793 | 1800 | 1806 | 1821 | 1831 | 1836 | 1841 | 1846 | 1851 |
| ---- | ---- | ---- | ---- | ---- | ---- | ---- | ---- | ---- |
| 644  | 610  | 701  | 835  | 846  | 822  | 801  | 799  | 821  |

| 1856 | 1861 | 1866 | 1872 | 1876  | 1881 | 1886 | 1891 | 1896 |
| ---- | ---- | ---- | ---- | ----- | ---- | ---- | ---- | ---- |
| 826  | 906  | 912  | 895  | 1 300 | 819  | 754  | 757  | 759  |

| 1901 | 1906 | 1911 | 1921 | 1926 | 1931 | 1936 | 1946 | 1954 |
| ---- | ---- | ---- | ---- | ---- | ---- | ---- | ---- | ---- |
| 807  | 778  | 706  | 681  | 643  | 609  | 555  | 467  | 468  |

| 1962 | 1968 | 1975 | 1982 | 1990 | 1999 | 2004 | 2006 | 2009 |
| ---- | ---- | ---- | ---- | ---- | ---- | ---- | ---- | ---- |
| 438  | 380  | 359  | 366  | 360  | 438  | 432  | 429  | 535  |

| 2014 | 2019 | 2022 | - | - | - | - | - | - |
| ---- | ---- | ---- | - | - | - | - | - | - |
| 498  | 546  | 555  | - | - | - | - | - | - |

## Économie et viticulture à Faugères
Faugères est une commune viticole réputée grâce à son vin l'AOC Faugères. Néanmoins, d'autres vins comme l'AOC Languedoc et les IGP haute-vallée-de-l'orb, pays-d'hérault et pays-d'oc peuvent y être produites.

## Culture locale et patrimoine

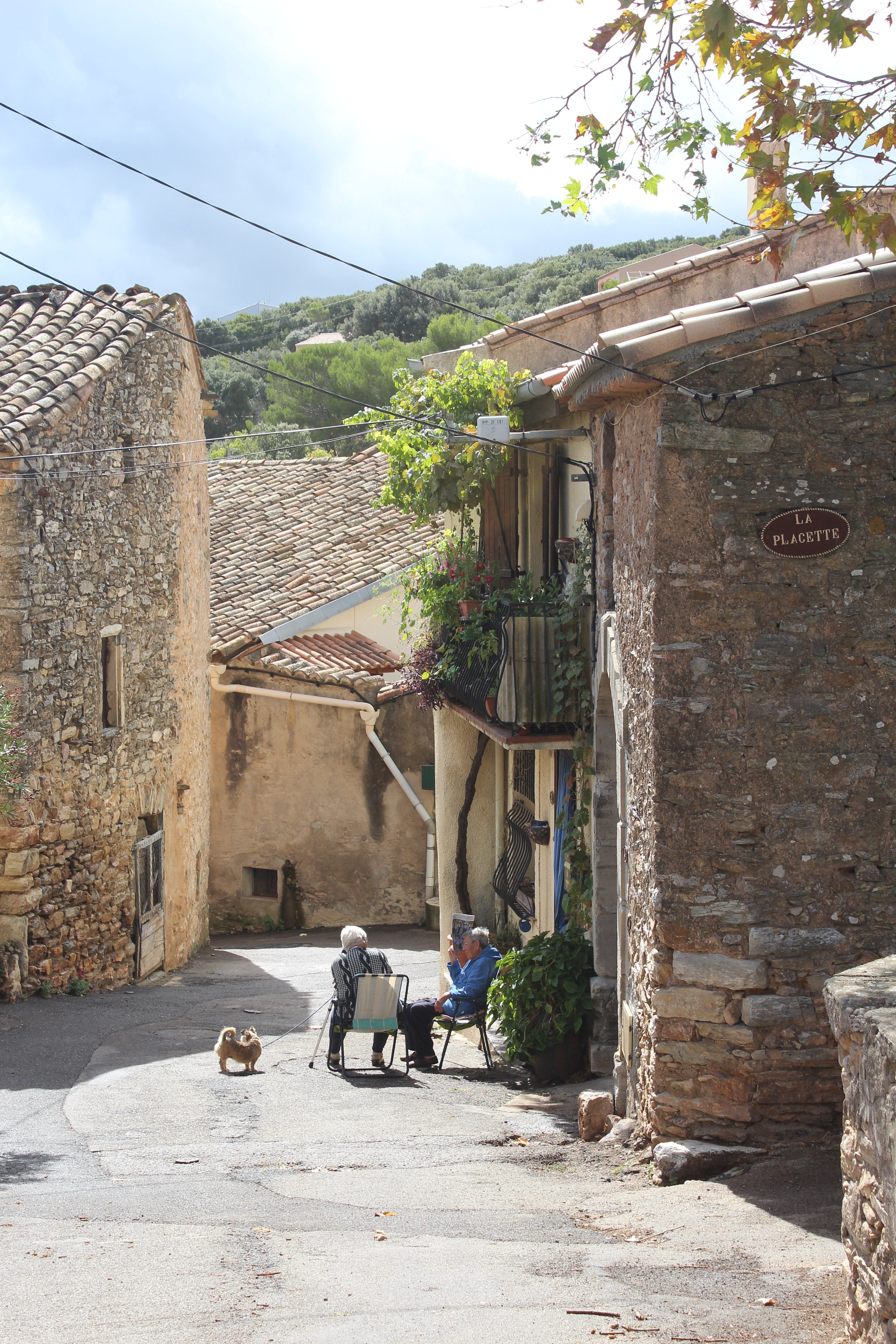
Rue du Portail d'Amont.

### Lieux et monuments
- Église Saint-Christophe de Faugères ;
- Église Sainte-Marie de Soumatre datant du XIIe siècle ;
- Chapelle de la Caumette ;
- Temple protestant de Faugères ;
- Chapelle Saint-Étienne-de-Frontignan de Faugères ;
- Château et maisons du XIIe siècle ;
- Moulin très bien restauré[34] qui domine le village et offre une superbe vue sur la plaine biterroise, la Méditerranée et les Pyrénées ;
- Cabanes en pierre sèche popularisées sous les noms de carabelles ou de capitelles ;
- Hameau de Soumartre autrefois fortifié, église du XIIe siècle ;
- Hameau de la Caumette ;

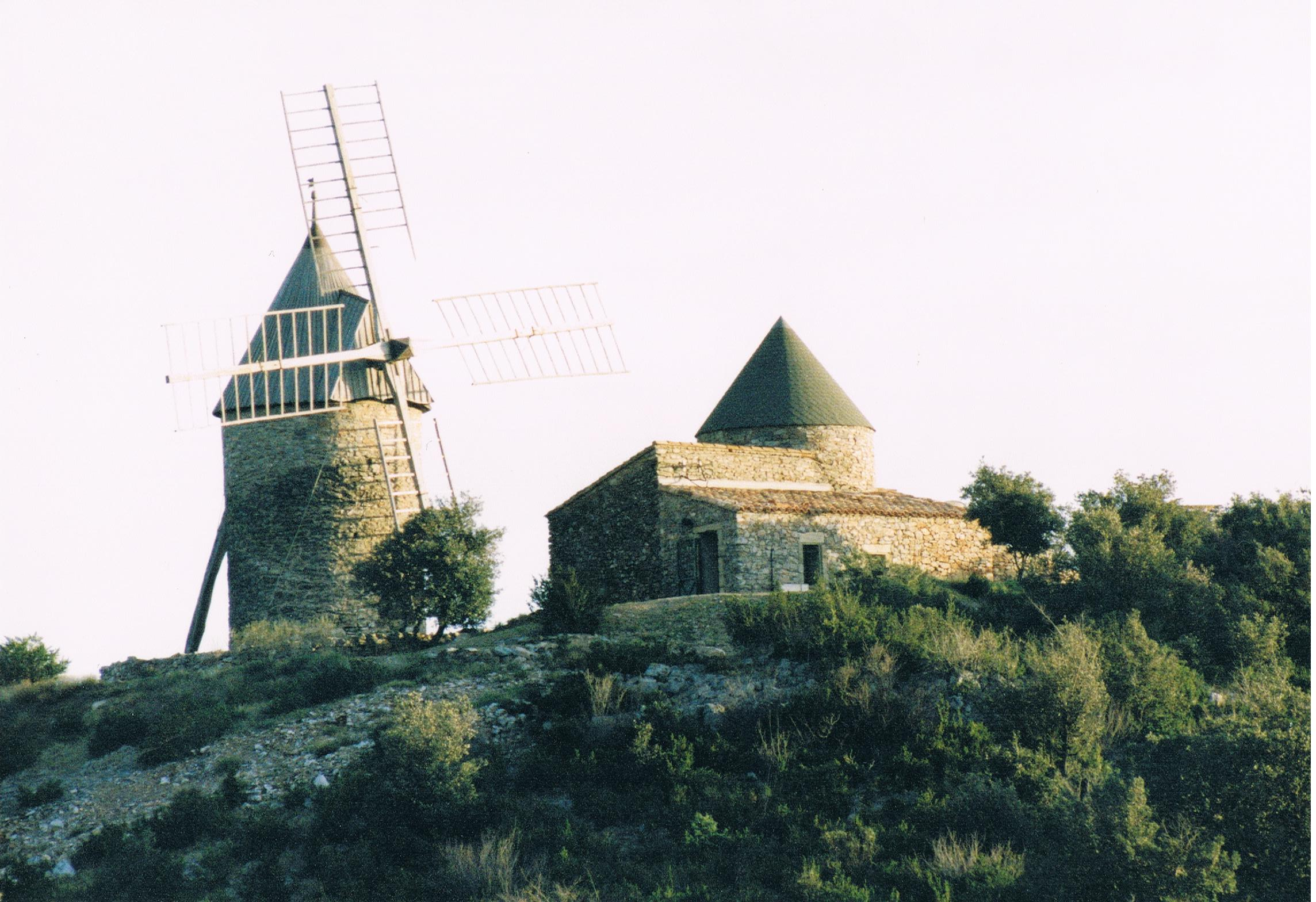
Moulin de Faugères
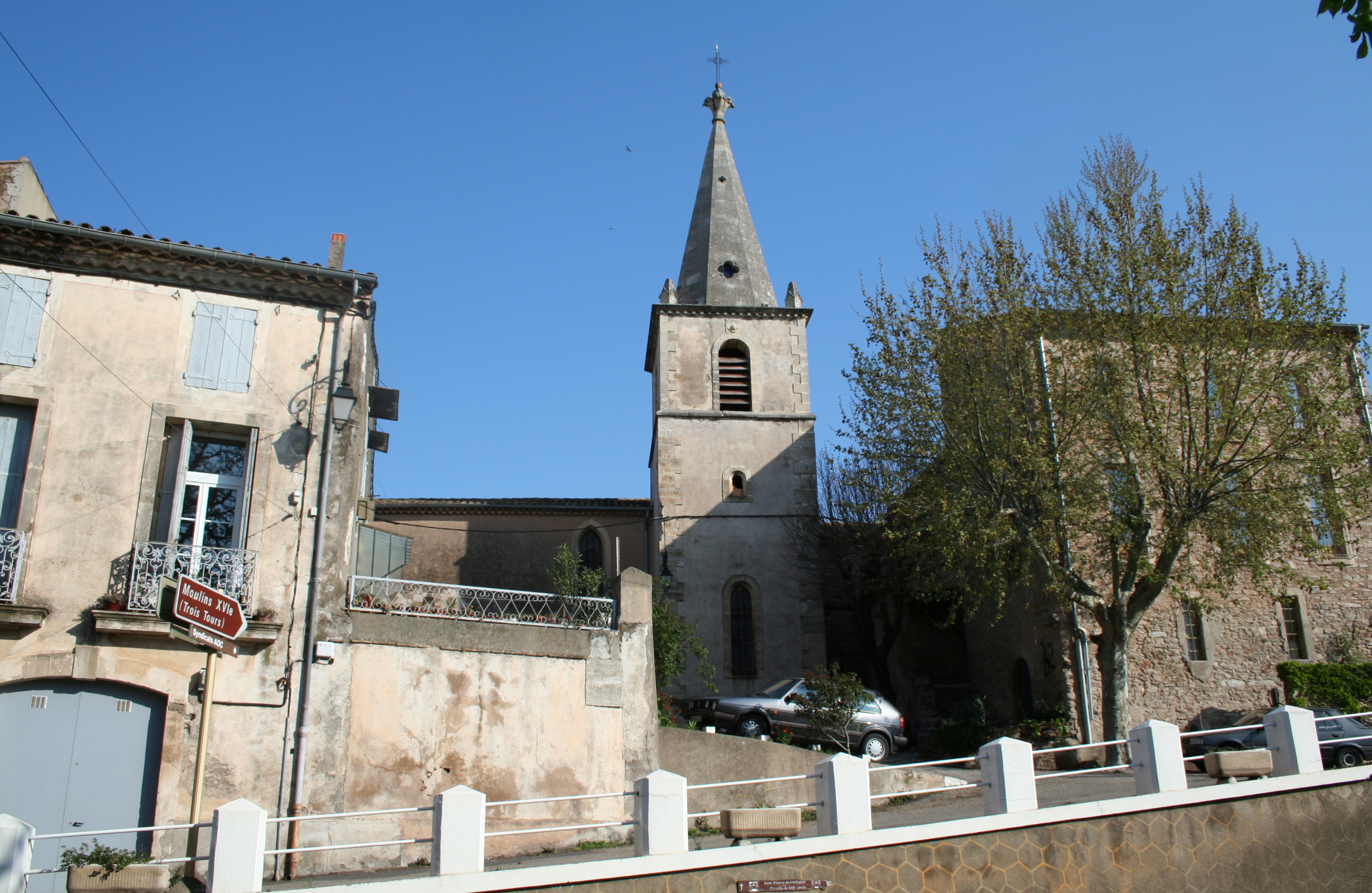
Église Saint-Christophe de Faugères
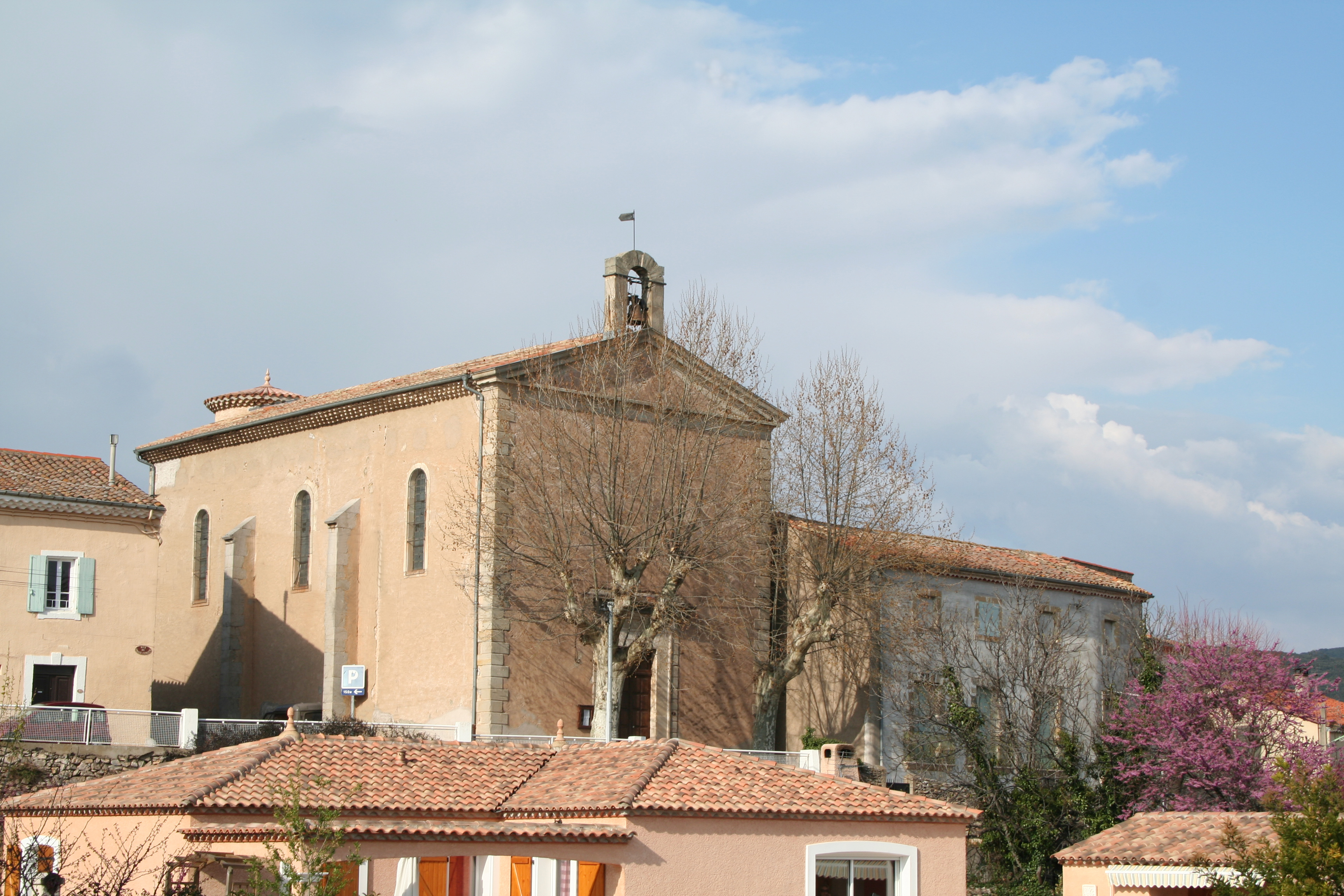
Temple protestant de Faugères
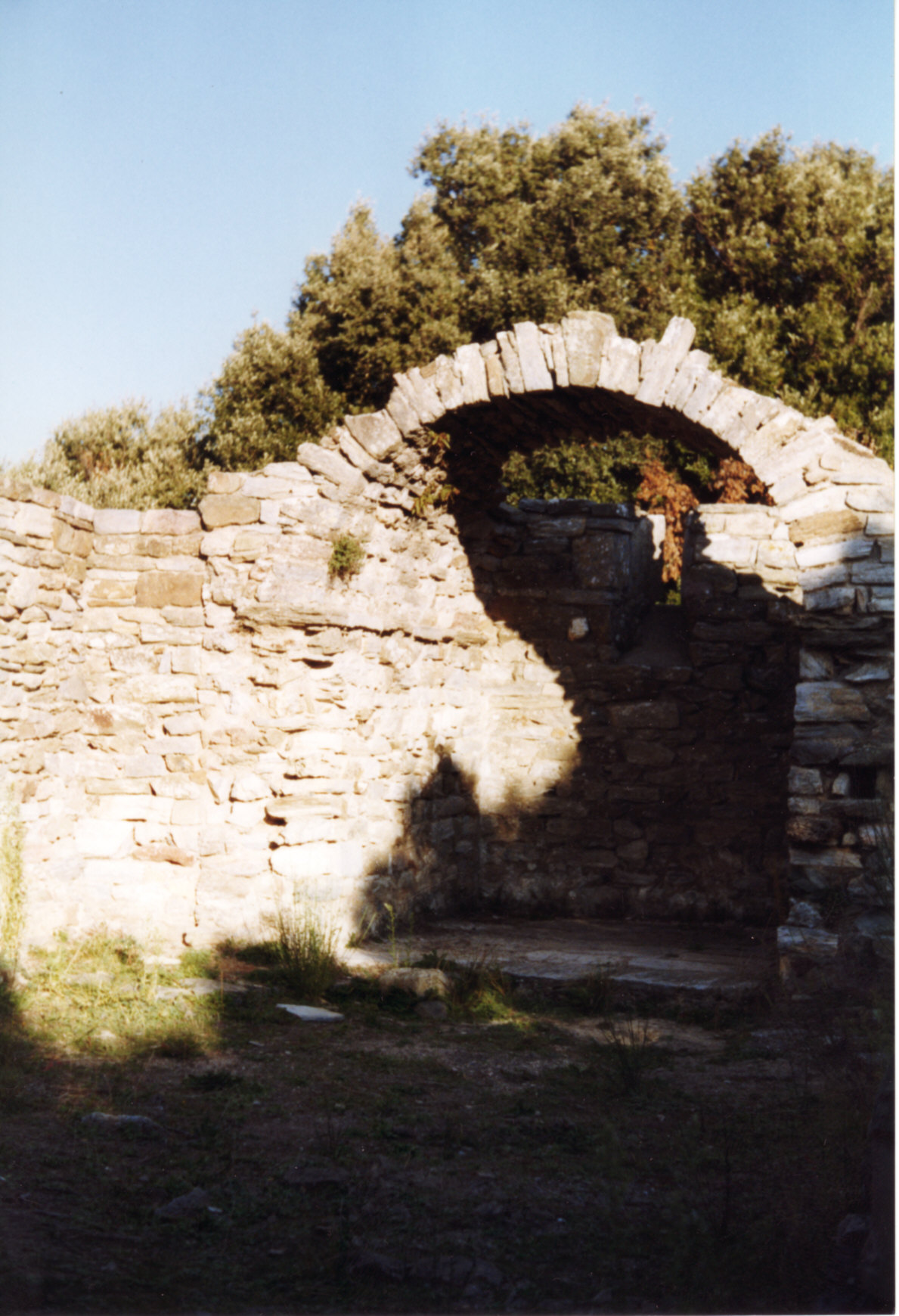
Chapelle Saint-Étienne-de-Frontignan de Faugères

### Héraldique
|  | Les armoiries de Faugères se blasonnent : « De sable, au pairle losangé d'argent et de gueules ». |

### Personnalités liées à la commune
- Claude Abbes, (né le 24 mai 1927 au hameau de la Caumette, décédé en 2008). Gardien de l'équipe de France de football à neuf reprises ; troisième à la Coupe du Monde de 1958.